# Lansac, Hautes-Pyrénées
Lansac är en kommun i departementet Hautes-Pyrénées i regionen Occitanien i sydvästra Frankrike. Kommunen ligger i kantonen Pouyastruc som tillhör arrondissementet Tarbes. År 2022 hade Lansac 181 invånare.

## Befolkningsutveckling
Antalet invånare i kommunen Lansac
| Referens: INSEE |